# SUSI (projet résidentiel)
 (août 2025).
Le Selbstorganisierte unabhängige Siedlungsinitiative (SUSI), en français ''Initiative d'établissement indépendant auto-organisé'', est un projet de logement dans le quartier Vauban de Fribourg qui existe depuis 1993. 260 personnes vivent dans les quatre maisons, et d'autres vivent dans une douzaine de caravanes entre les maisons. SUSI est membre du syndicat des logements locatifs.

## Description générale
Avec le retrait de l'armée française de Fribourg en 1992, 38 hectares de terrain (l'ancienne caserne Schlageter (1937-1945) et la caserne Vauban (1945-1992) sont devenus disponibles, sur lesquels est ensuite bâtie le quartier Vauban. Parallèlement, une vaste discussion d’urbanisme a été menée sur l’utilisation des zones. L'administration de la ville de Fribourg avait initialement prévu de démolir tous les bâtiments de l'ensemble du site de la caserne, mais les bâtiments SUSI actuels A (Vaubanallee 2) à D (Vaubanallee 8) ont été acquis, rénovés et ainsi conservés par l'administration.

## Histoire
Les années 1990 à Fribourg ont été caractérisées par une pénurie d'appartements adaptés à la colocation et en conséquence, par une forte hausse des loyers. Cette situation fut améliorée par les bâtiments militaires vacants construits en 1937/38. Un groupe initial composé uniquement d'étudiants a développé un concept selon lequel la majorité des bâtiments, et en particulier les 24 bâtiments de l'équipe, doivent être conservés au lieu d'être démolis et commercialisés. Les bâtiments étaient dans un état solide et biologiquement sain. Finalement, seules quelques maisons du quartier Vauban actuel (outre SUSI, par exemple, la maison 037 du centre du quartier) ont pu être conservées.
Fin 1990, l'association Selbstorganisierte Unabhängige Siedlungsinitiative e. V a été fondée, en 1992. Le conseil municipal de Fribourg a décidé de céder quatre bâtiments de la caserne à SUSI. À l’été 1993, l’utilisation (« occupation silencieuse ») de la maison C a commencé et, à l’automne, un bail général pour les quatre maisons a été signé. L'achat des maisons et la conclusion du contrat de bail pour le terrain par SUSI GmbH Wohn- und Beschäftigungsprojekt a eu lieu en janvier 1995. Afin d'éviter une éventuelle reprivatisation, le projet a décidé en 1997 de devenir membre du Mietshäuser Syndikat. Au printemps 1998, les quatre bâtiments et leurs 45 logements ont été rénovés et prêts à être occupés. Depuis, les travaux se sont concentrés sur l'amélioration de l'efficacité énergétique des bâtiments.

## Idées et concepts

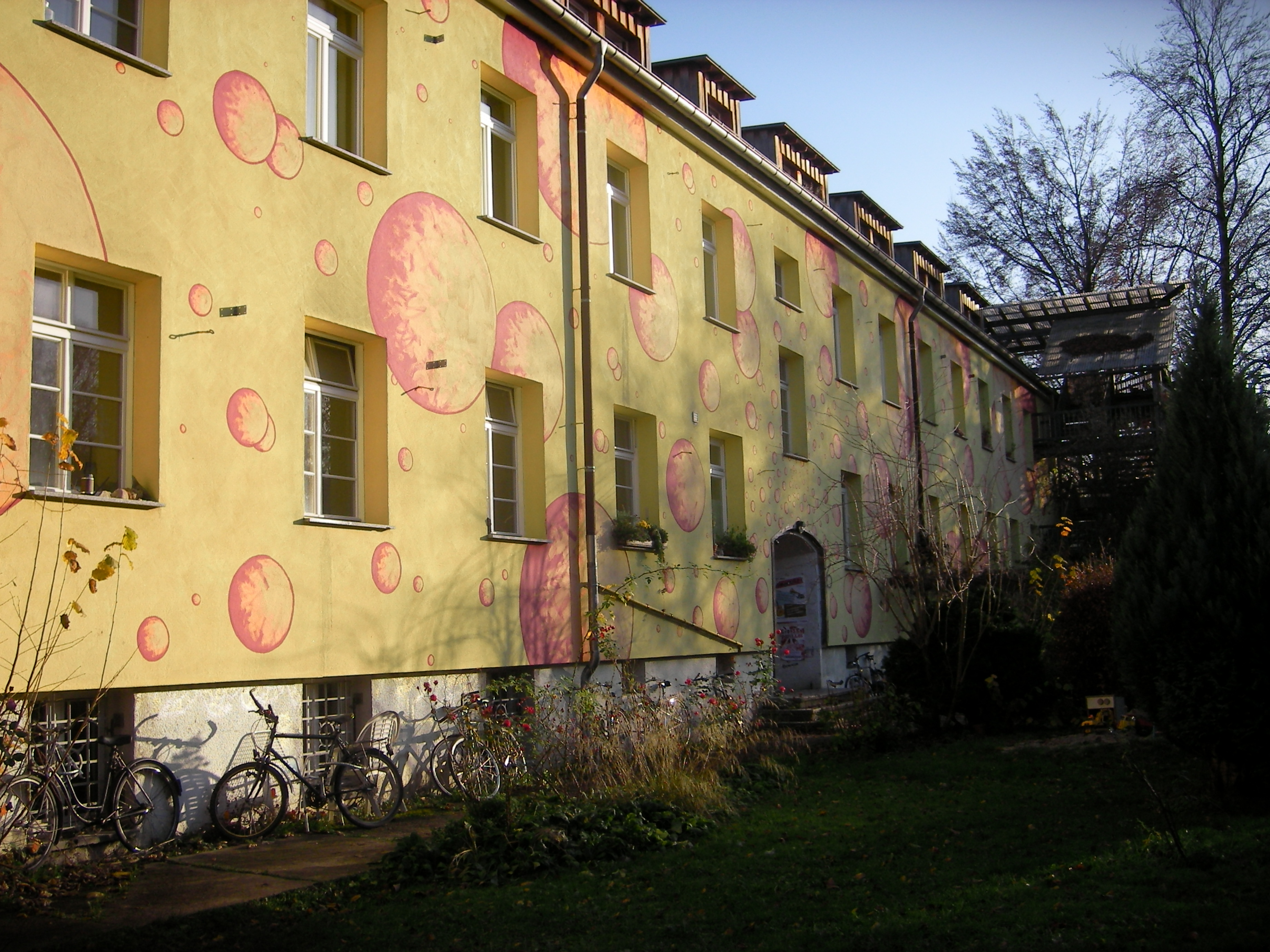
Vue de la maison C depuis l'ouest

Le concept SUSI est axé sur l'auto-administration : l'assemblée générale, en tant qu'organe suprême, se trouve au sommet de la hiérarchie administrative, les groupes de travail et les comités effectuent le travail thématique concret. Les détails sont coordonnés de manière décentralisée au sein des groupes résidentiels/appartements partagés de deux à dix personnes, ainsi que dans les groupes de travail pour les ateliers (menuiserie, poterie), le café (avec des événements politiques et culturels), les salles de sport et d'escalade ou l'espace pour enfants . Les résidents sont donc à la fois locataires et propriétaires.
Conformément au concept énergétique et écologique de SUSI, la rénovation a été réalisée de manière économe en ressources et en énergie : les éléments existants ont été conservés dans la mesure du possible et les matériaux de construction ont été sélectionnés en fonction de leur compatibilité environnementale. Tous les bâtiments disposent désormais d'une isolation des façades et des toits, et la plupart des fenêtres ont été remplacées par des vitrages à isolation thermique.

## Financement
SUSI a été construit pour un coût total de 5,5 millions d'euros. Dans le cadre d'une campagne publicitaire en 1992-1993, un bon million de Deutsch Mark (environ 560 000 €) a été acquis sous forme de prêts privés à faible taux d'intérêt ; le reste du prix d'achat a été collecté principalement par des subventions pour le logement étudiant (1,5 million €), des prêts subventionnés à faible taux d'intérêt pour le logement social (2,1 millions €) et des prêts bancaires (1 million €).
Pour cette somme, 7 300 m² habitables répartis en 45 appartements pour un total de 260 personnes ont été créés sur un terrain de 15 000 m². Ceci est compensé par des revenus locatifs d'environ 450 000 € par an. Les coûts de construction estimés très ambitieux d'environ 435 €/m² habitable ont été effectivement atteints. Grâce à des mesures écologiques demandées ultérieurement par les habitants (par exemple l'isolation thermique pour toitures et façades, balcons, etc.) la valeur est un peu plus élevée aujourd'hui. Ces valeurs n'auraient pas été possibles sans l'hypothèque musculaire, c'est-à-dire les contributions en grande partie non payées des résidents eux-mêmes.

## Sources
- (de) Cet article est partiellement ou en totalité issu de l’article de Wikipédia en allemand intitulé « SUSI (Wohnprojekt) » (voir la liste des auteurs).